# Gustavus Adolphus Henry
Gustavus Adolphus Henry (* 4. Oktober 1804 im Scott County, Kentucky; † 10. September 1880 in Clarksville, Tennessee) war ein US-amerikanischer Politiker. Er vertrat den Staat Tennessee während des Sezessionskrieges als Senator im Konföderiertenkongress.

## Vor dem Sezessionskrieg
Gustavus Henry war ein Enkel von Patrick Henry, dem ersten Gouverneur von Virginia. Nach der Schulausbildung besuchte er die Transylvania University in Lexington; danach studierte er die Rechtswissenschaften und wurde in die Anwaltskammer aufgenommen. In der Folge arbeitete er zunächst als Jurist in Hopkinsville, nach seinem Umzug nach Tennessee dann in Clarksville. Dort gehörte er zu den Gründern der Marine Fire Insurance, Life and Trust Company und der Clarksville Insurance Company; 1848 war er Gründungskurator der Masonic University in La Grange.
Henrys politische Laufbahn begann noch in Kentucky, wo er dem Staatsparlament von 1831 bis 1833 angehörte. Bei den Präsidentschaftswahlen der Jahre 1840, 1844 und 1852 saß er jeweils für die Whigs im Electoral College. 1842 bewarb er sich erfolglos um ein Mandat im Repräsentantenhaus der Vereinigten Staaten, 1853 unterlag er bei der Wahl zum Gouverneur von Tennessee nur knapp dem späteren US-Präsidenten Andrew Johnson. Von 1851 bis 1853 vertrat er das Montgomery County im Staatsparlament von Tennessee.

## Politiker in der Konföderation
Nach Ausbruch des Sezessionskrieges wechselte Henry, dem Baumwollplantagen in Mississippi und Arkansas gehörten, zu den Demokraten über. Er war seit gemeinsamen Studienzeiten mit Jefferson Davis, dem Präsidenten der Konföderation, befreundet und verfügte daher über einigen Einfluss in deren Regierung. Von 1862 bis zum Ende des Krieges 1865 war er neben Landon Carter Haynes einer der beiden Vertreter Tennessees im Konföderiertensenat, wo er dem Finanz- und dem Militärausschuss angehörte. Aufgrund seiner Begabung als Redner wurde er als Eagle Orator of Tennessee bekannt. Ein zu Beginn des Krieges errichtetes Fort zum Schutz des Tennessee River und des Cumberland River erhielt als Würdigung seiner Verdienste den Namen Fort Henry.
Henry war nach dem Krieg kaum noch politisch tätig. 1874 stand er dem Staatsparteitag der Demokraten von Tennessee vor. Sechs Jahre darauf verstarb er auf seinem Landsitz Emerald Hill, der heute im National Register of Historic Places aufgeführt ist.